# Chiesa di San Sepolcro (Altamura)
La chiesa di San Sepolcro è una chiesa di Altamura, una delle parrocchie della diocesi di Altamura-Gravina-Acquaviva delle Fonti.

## Storia
Nel primo ventennio del 1600 il Vicario apostolico di Altamura Giovanni Battista Massio avviò la costruzione di cappelle dedicate ai misteri della Via Crucis lungo il pendio fuori dalle mura ad est della città vecchia.
L'ultima cappella dedicata al Santo Sepolcro, ampliata e profondamente rimaneggiata a fine ottocento, venne eretta a parrocchia da Mons. Domenico dell'Aquila il 1º giugno 1941. Dopo la vorticosa espansione urbanistica degli anni '50-'60, la vecchia chiesa ottocentesca venne abbattuta.
La nuova chiesa, consacrata il 5 aprile 1974, fu sottoposta ad una radicale ristrutturazione vent'anni più tardi, e nuovamente consacrata il 2 giugno 2005 da Mons. Mario Paciello.

## Descrizione
La chiesa, sorta sulle rovine del precedente luogo di culto, presenta una grande aula centrale, il cui spazio viene scandito nella parte sinistra da colonne che sorreggono la copertura più bassa di quel lato. All'interno sulla parete di fondo e lievemente spostato verso destra si trova il presbiterio, leggermente sopraelevato rispetto all'aula. L'esterno si presenta con forme molto semplificate rappresentate da cubi e parallelepipedi sovrapposti in corrispondenza degli spazi interni e nella parte bassa si apre il portale d'ingresso.
Sulla destra si innalza la torre campanaria formata da piani sovrapposti calpestabili e messi in sicurezza da protezioni che portano verso le campane.